# Pro-Música Brasil
Pro-Música Brasil (PMB), ранее Бразильская ассоциация производителей звукозаписи (порт.-браз. Associação Brasileira dos Produtores de Discos, ABPD) — некоммерческая организация, которая объединяет крупнейшие компании по производству музыкальных фонограи, действующие в Бразилии. Член Международной федерации производителей фонограмм (IFPI). Pró-Música Brasil также отвечает за выдачу «золотых», «платиновых» и «бриллиантовых» сертификатов.

## История
В апреле 1958 года была основана Бразильская ассоциация производителей звукозаписи, которая должна была представлять звукозаписывающие компании, координировать действия по защите интересов авторов, исполнителей, музыкантов, продюсеров и музыкальных издателей, а также коллективная защита и институционально права и общие интересы своих членов, бороться с музыкальным пиратством и продвигать статистические обзоры и исследования рынка.
В 1995 году для борьбы с пиратством ABPD создало Ассоциацию защиты интеллектуальных прав на фонографии (порт.-браз. Associação Protetora dos Direitos Intelectuais Fonográficos, APDIF).
До 1990 года в Бразилии не было музыкальной сертификации. После этого уровни сертификации были следующими: С ноября 2008 года APBD стала сертифицировать цифровые продажи.
В 2016 году ABPD была переименована в Pró-Música Brasil Produtores Fonográfico Associados.

## Сертификация продаж
| Уровень           | До 2003   | 2004—2005 | 2006—2009 | После 2010 |
| ----------------- | --------- | --------- | --------- | ---------- |
| «Золото»          | 100 000   | 50 000    | 50 000    | 40 000     |
| «Платина»         | 250 000   | 125 000   | 100 000   | 80 000     |
| «Двойная платина» | 500 000   | 250 000   | 200 000   | 160 000    |
| «Тройная платина» | 750 000   | 375 000   | 300 000   | 240 000    |
| «Бриллиант»       | 1 000 000 | 500 000   | 500 000   | 300 000    |

| Сертификация      | До 2005 | После 2006 |
| ----------------- | ------- | ---------- |
| «Золото»          | 25 000  | 25 000     |
| «Платина»         | 50 000  | 50 000     |
| «Двойная платина» | —       | 100 000    |
| «Тройная платина» | —       | 150 000    |
| «Бриллиант»       | 100 000 | 250 000    |

| Сертификация      | До 2000   | 2001-2005 | 2006-2009 | После 2010 |
| ----------------- | --------- | --------- | --------- | ---------- |
| «Золото»          | 100 000   | 50 000    | 30 000    | 20 000     |
| «Платина»         | 250 000   | 125 000   | 60 000    | 40 000     |
| «Двойная платина» | 500 000   | 250 000   | 120 000   | 80 000     |
| «Тройная платина» | 750 000   | 375 000   | 180 000   | 120 000    |
| «Бриллиант»       | 1 000 000 | 500 000   | 250 000   | 160 000    |

| Сертификация      | До 2005 | После 2006 |
| ----------------- | ------- | ---------- |
| «Золото»          | 25 000  | 15 000     |
| «Платина»         | 50 000  | 30 000     |
| «Двойная платина» | —       | 60 000     |
| «Тройная платина» | —       | 90 000     |
| «Бриллиант»       | 100 000 | 125 000    |

## Руководство
Ниже перечислены руководители Pro-Música Brasil:
- Пауло Роза — президент
- Эдуардо Раджо — директор по финансам и новым проектам
- Эдна Калейрос — связи с общественностью и прессой